# Bánokszentgyörgy
Bánokszentgyörgy ist eine ungarische Gemeinde im Kreis Letenye im Komitat Zala.

## Geografische Lage
Bánokszentgyörgy liegt ungefähr 14 Kilometer nordöstlich der Stadt Letenye. Nachbargemeinden sind
Várfölde, Oltárc, Borsfa und Szentliszló.

## Geschichte
Der Ort wurde bereits im 14. Jahrhundert als Scentgurgy erwähnt, ab 1675 trug er Namen Bánok Szent György.

## Sehenswürdigkeiten
- Römisch-katholische Kirche Szent György, erbaut 1787 (Barock)
- Weltkriegsdenkmal (I. és II. világháborús emlékmű)

## Persönlichkeiten
- Zsigmond Kovács (1820–1887), Geistlicher

## Verkehr
Durch Bánokszentgyörgy verläuft die Landstraße Nr. 7536. Die nächstgelegenen Bahnhöfe befinden sich in östlicher Richtung in Gelse und Újudvar.